# Маркатуза
Маркату́за (окс. Marcatosa) — сучасний терсун, адміністративна одиниця другого рівня у районі (кумарці) Баль-д'Аран у Каталонії.
Терсун Маркатуза, як і інші терсуни, був відновлений у кумарці Баль-д'Аран 13 липня 1990 р. відповідно до закону 16/1990 Жанаралітату Каталонії.
Терсун Маркатуза включає частину муніципалітету Б'єльо-е-Міжаран, зокрема міські райони (раніше окремі селища та хутори) Білас (окс. Vilac), Аубер (окс. Aubèrt), Беллан (окс. Betlan), Мон (окс. Mont), Монкурбау (окс. Montcorbau), Аррос (окс. Arròs) та Біло (окс. Vila). Від цього терсуну до Генеральної ради Арану обирається 1 радник.